# Kamień runiczny z Eggeby

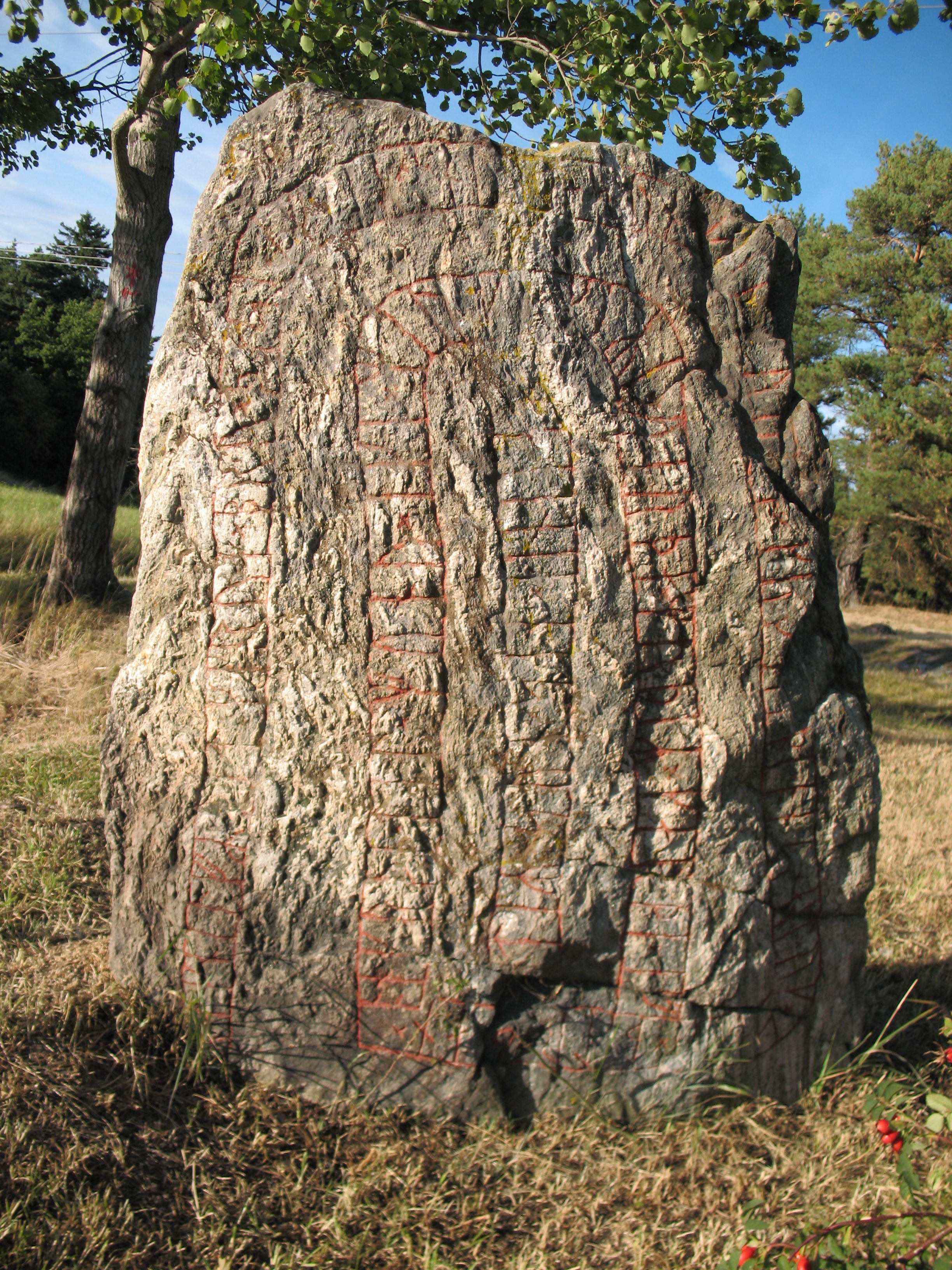
Kamień runiczny z Eggeby

Kamień runiczny z Eggeby (U 69) – pochodzący z XI wieku kamień runiczny, znajdujący się około 200 metrów na wschód od farmy Eggeby w parafii Spånga, położonej w regionie Sztokholm w szwedzkiej prowincji Uppland.
Granitowy głaz ma 1,55 m wysokości, 1,15 m szerokości i grubość 0,2–0,3 m.
Na przedniej stronie znajduje się inskrypcja, na tylnej wyryto natomiast symbol krzyża. Treść inskrypcji głosi:
raknilfR × lit × kirua × bru × þasi × iftiR × anunt + sun + s[i](n) [× k]uþan × kuþ ---bi × ons × ant × uk × salu × bitr × þan × on krþi × til × munu × iki × mirki × miRi × uirþa × muþiR × karþi × i(f)tiR × sun × sin × ainika ×
co znaczy:
RagnelvR zbudowała tę groblę ku pamięci Anunda, swego dobrego syna. Boże, pomóż jego duchowi i duszy bardziej niż zasłużył. Oby nie było większych pomników niż te, które matka wzniosła dla syna swego jedynego.
Końcówka inskrypcji została zapisana w aliterowanym metrum:
munu iki mirki
miRi uirþa
muþiR karþi
iftiR sun sin ainika
Kamień przypuszczalnie stoi do dziś w miejscu jego pierwotnego wystawienia, nie wiadomo jednak nic bliższego na temat lokalizacji wspomnianego w inskrypcji mostu.